# Sloust
Sloust (ryska: Слоуст) är ett vattendrag i Belarus.   Det ligger i voblasten Minsks voblast, i den centrala delen av landet, 25 km sydost om huvudstaden Minsk.
Trakten runt Sloust består till största delen av jordbruksmark. Runt Sloust är det ganska glesbefolkat, med 32 invånare per kvadratkilometer.